# Čierna Voda
Čierna Voda (bis 1948 slowakisch „Čierne Nekyje“; deutsch Schwarzwasser, ungarisch Feketenyék) ist eine Gemeinde im Westen der Slowakei mit 1397 Einwohnern (Stand 31. Dezember 2024), die zum Okres Galanta, einem Teil des Trnavský kraj gehört.

## Geographie
Die Gemeinde befindet sich an der Donauebene (Teil des slowakischen Donautieflands) am Flüsschen Čierna voda, kurz vor der Mündung in die Kleine Donau. Das Ortszentrum liegt auf einer Höhe von 120 m n.m., 11 Kilometer von Galanta sowie 24 Kilometer von Dunajská Streda gelegen.

## Geschichte
Der Ort wurde zum ersten Mal 1113 als Nek schriftlich erwähnt. Zum Anfang des 14. Jahrhunderts gehörte er zum Herrschaftsgebiet von Matthäus Csák, danach zum Herrschaftsgebiet von Schintau, nach 1817 von Lanschütz. Die Bevölkerung war in Landwirtschaft und Fuhrgeschäft beschäftigt, im 19. Jahrhundert gab es auch Schäferei. Das älteste Siegel stammt von 1688.
Bis 1919 gehörte der im Komitat Pressburg liegende Ort zum Königreich Ungarn und kam danach zur Tschechoslowakei. Auf Grund des Ersten Wiener Schiedsspruchs lag er 1938–45 noch einmal in Ungarn. 1948 wurde der Ortsname aus nationalpolitischen Gründen in eine slawisierte Variante geändert.

## Bevölkerung
| Jahr:                | 1994. | 2004.   | 2014.   | 2024.   |
| -------------------- | ----- | ------- | ------- | ------- |
| Anzahl der Personen: | 1321  | 1410    | 1377    | 1397    |
| Unterschied:         |       | +6,73 % | -2,34 % | +1,45 % |

| Jahr:                | 2023. | 2024.   |
| -------------------- | ----- | ------- |
| Anzahl der Personen: | 1408  | 1397    |
| Unterschied:         |       | -0,78 % |

Ergebnisse nach der Volkszählung 2001 (1375 Einwohner):
| Nach Ethnie: - 92,44 % Magyaren - 7,20 % Slowaken | Nach Religion: - 96,00 % römisch-katholisch - 1,52 % evangelisch - 0,80 % konfessionslos |

## Bauwerke
- Kirche Jungfrau Maria aus dem 20. Jahrhundert
- Kapelle von 1782